# Bakugan: Rise of the Resistance
Bakugan: Rise Of The Resistance es un videojuego sobre el anime Bakugan , fue lanzado en el 2011 para la consola Nintendo DS.

## El juego

### Historia
La historia se centra en Nueva Vestroia, un grupo de nuevos villanos la han invadido y nuestra misión será derrotarlos a todos. A lo largo de la Historia iremos reclutando nuevos personajes y bakugans para formar nuestro equipo "La Resistencia".

### Personajes y Bakugans Jugables
- Dan Kuso:

```
         -Bakugan: Pyrus Titanium Dragonoid 
         -Trampa Bakugan: Pyrus Scorpion
```

- Mira Clay:

```
         -Bakugan: Subterra Magma Wilda
         -Trampa Bakugan: Subterra Baliton
```

- Marucho Marukura:

```
         -Bakugan: Aquos Minx Elfin
         -Trampa Bakugan: Aquos Tripod Epsilon 
```

- Shun Kazami:

```
         -Bakugan: Ventus Master Ingram
         -Trampa Bakugan: Ventus Hylash
```

- Baron Leltoy:

```
         -Bakugan: Haos Saint Nemus
         -Trampa Bakugan: Haos Piercian
```

- Eva-Q8:

```
         -Bakugan: Darkus Knight Percival
         -Trampa Bakugan: Darkus Falcon Fly
```

#### Réplicas Ayudantes
- Rubanoid + Destrakon Gear (Pyrus)
- Coredem + Rock Hammer (Subterra)
- Akwimos + Gigarth (Aquos)
- Hawktor + Swayther (Ventus)
- Aranaut + Battle Crusher (Haos)
- Linehalt + Boomix (Darkus)

### Villanos
- Emperador Hurranos (Haos)
- General Phobos (Darkus)
- Dr. Xeron (Pyrus)
- Asteria (Aquos)
- Typhoon (Ventus)
- Ceros (Subterra)

#### Bakugans Enemigos

##### Normales
- Clawsaurus(Pyrus/Darkus/Haos/Subterra/Aquos/Ventus)
- Ramdol(Pyrus/Darkus/Haos/Subterra/Aquos/Ventus)
- Verias(Pyrus/Darkus/Haos/Subterra/Aquos/Ventus)
- Farakspin(Pyrus/Darkus/Haos/Subterra/Aquos/Ventus)
- Krowll(Pyrus/Darkus/Haos/Subterra/Aquos/Ventus)
- Premo Vulcan(Pyrus/Darkus/Haos/Subterra/Aquos/Ventus)
- Hawktor + Swayther(Pyrus/Darkus/Haos/Subterra/Aquos/Ventus)

##### Líderes
- Dryoid(Subterra/Haos/Pyrus/Aquos/Darkus)
- Infinity Helios (En su forma esfera Mutante Helios)(Darkus/Pyrus/Haos/Ventus/Aquos)
- Razenoid(Darkus/Pyrus/Haos/Subterra/Aquos/Ventus)

##### Líderes Máximos
- Bolcanon(Pyrus)
- Vertexx(Subterra)
- Taylean(Ventus)
- Krakenoid(Aquos)
- Dharak(Darkus)
- Knight Percival(Darkus)
- Mega Brontes(Haos)

- Datos: Q5716975